# Charlène von Monaco

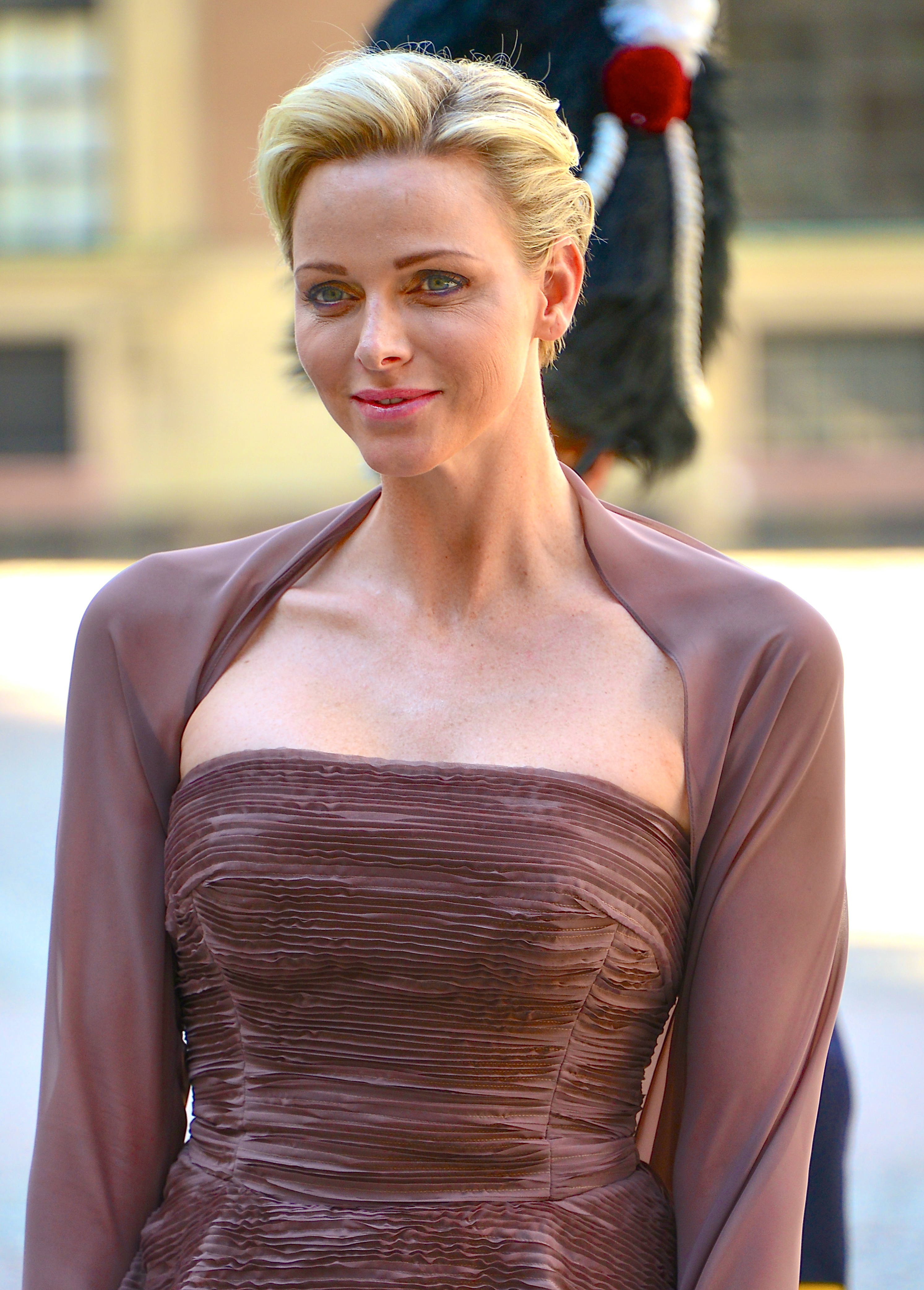
Charlène von Monaco (Juni 2013)

Charlène Lynette Grimaldi, Fürstin von Monaco (* 25. Januar 1978 als Charlene Lynette Wittstock in Bulawayo, Rhodesien) ist eine ehemalige südafrikanische Schwimmerin und seit ihrer Heirat mit Fürst Albert II. am 1. Juli 2011 Fürstin von Monaco.

## Leben

### Herkunft und Kindheit

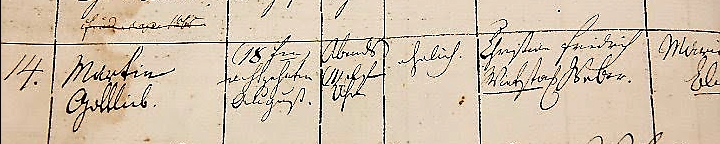
Taufeintrag von Martin Gottlieb Wittstock, Ururgroßvater der Fürstin, im Kirchenbuch von Zerrenthin (1840)

Charlene Wittstock ist die Tochter von Lynette Humberstone (* 1957) und Michael Kenneth Wittstock (* 1946). Ihr Vater hat einen eigenen Betrieb, während ihre Mutter in der Vergangenheit als Schwimmlehrerin arbeitete. Wittstock wurde in Rhodesien – dem heutigen Simbabwe – geboren und wuchs ab 1990 zusammen mit ihren beiden jüngeren Brüdern Gareth (* 1982) und Sean (* 1983) in Benoni, einer Stadt östlich von Johannesburg, in Südafrika auf. Wegen besserer Trainingsbedingungen zog sie als Jugendliche nach Durban.
Ihre preußischen Ururgroßeltern – Martin Gottlieb und Louise Wittstock, eines von acht Ururgroßelternpaaren – waren im Sommer 1861 mit Gottliebs Eltern und seinen acht Geschwistern aus Zerrenthin in der damals pommerschen Uckermark nach Hamburg aufgebrochen und von dort aus am 23. Juli 1861 an Bord der Bark San Francisco nach Südafrika (Tafelbucht) ausgewandert. Dort lebten die Wittstocks als Tagelöhner und suchten erfolglos nach Diamanten.

### Schwimmkarriere
Wittstock trat anfangs für die in Durban beheimateten Seagulls an und gewann 1996 die südafrikanischen Schwimmmeisterschaften. Ihre größten internationalen Erfolge feierte sie 1999 bei den All Africa Games in Johannesburg. Dort gelangen ihr Siege über 100 Meter Rücken und 100 Meter Freistil. Sie verließ ihren Verein im Jahr 2000 und schloss sich dem Tuks Swimming Club an der Universität Pretoria an. Sie war nie an der Universität eingeschrieben und belegte dort auch keine Kurse, hatte jedoch freien Zugang zu den Schwimmanlagen, den Trainings, den Unterkünften und den Sporthallen. Im selben Jahr war sie bei den Olympischen Sommerspielen in Sydney Mitglied der 4-mal-100-Meter-Lagenstaffel Südafrikas, die den fünften Platz erreichte. Ebenfalls 2000 gewann sie die Goldmedaille über 200 Meter Rücken bei dem Schwimmwettkampf Mare Nostrum in Monaco. 2001/2002 errang sie im Verlauf des Schwimm-Weltcups – der wichtigsten internationalen Serie von Kurzbahn-Wettbewerben – je einen Titel über 50 und 100 Meter Freistil sowie mit der 4-mal-100-Meter-Lagenstaffel. Der gleichen Staffel gehörte sie auch bei den Commonwealth Games 2002 im britischen Manchester an und gewann die Silbermedaille. Bei den Kurzbahnweltmeisterschaften 2002 schwamm sie über 200 Meter Brust auf den sechsten Platz. Im Januar 2005 kehrte Wittstock nach KwaZulu-Natal zurück und wurde seitdem von Branislav Ivkovic, einem ehemaligen Tuks-Übungsleiter, trainiert. Ihren südafrikanischen Meistertitel über 50 Meter Rücken konnte sie im April 2007 zurückerobern.
Wittstock wollte bei den Olympischen Sommerspielen 2008 in Peking antreten, litt jedoch seit längerem an Schulterproblemen und konnte schließlich nicht teilnehmen. Ihre aktive Schwimmkarriere beendete sie daraufhin 2007.
Die US-Zeitschrift Sports Illustrated veröffentlichte Fotos von ihr als Model für Badebekleidung.

### Beziehung und Hochzeit mit Fürst Albert II. von Monaco

Großherzoglich bekröntes Monogramm des Fürstenpaares: „A“ und „C“

Im Jahr 2000 lernte Charlene Wittstock den damaligen monegassischen Erbprinzen Albert in Monaco kennen. Sie wurde einer breiteren Öffentlichkeit bekannt, als sie Fürst Albert II. von Monaco bei der Eröffnungszeremonie der Olympischen Winterspiele 2006 und beim Formel-1-Rennen um den Großen Preis von Monaco begleitete. Ihre Anwesenheit bei der traditionsreichen Rotkreuz-Gala in Monaco Ende Juli 2006 nährte die Hochzeitsgerüchte weiter. Ab Mai 2007 hatte sie ihren Wohnsitz in Monaco. Seither wurde regelmäßig über eine Verlobung spekuliert; diese Gerüchte wurden jedoch immer dementiert.
Wittstock begleitete nun den Fürsten regelmäßig bei offiziellen Terminen. 2008 und 2009 nahm sie an der Seite von Fürst Albert am traditionellen Rosenball und an der Rotkreuz-Gala teil. Am 19. Juni 2010 stand Wittstock bei der Hochzeit von Kronprinzessin Victoria von Schweden und Daniel Westling an Alberts Seite.
Am 23. Juni 2010 wurde die Verlobung von Charlene Wittstock mit Fürst Albert durch dessen Haus bekanntgegeben. Anfang April 2011 teilte der Palast mit, dass Wittstock, die protestantisch aufgewachsen ist, zum katholischen Glauben – der Staatskirche in Monaco – konvertiert war. Am 1. Juli 2011 heiratete sie Fürst Albert II. standesamtlich. Ein Orchester spielte zur Trauung eine eigens komponierte „Hymne an Fürstin Charlène“. Die kirchliche Trauung fand am darauffolgenden Tag, dem 2. Juli, ebenfalls im Palast statt. Zelebrant war der Erzbischof von Monaco, Bernard Barsi.

Wappen der Fürstin Charlène von Monaco (Allianzwappen Grimaldi-Wittstock)

Anlässlich der Hochzeit ließ Monaco im Jahr 2011 eine weitere 2-Euro-Sondermünze prägen. Sie ist offizielles Zahlungsmittel und zeigt die Porträts des Fürstenpaares im Profil, wobei Charlènes im Vordergrund zu sehender Kopf den von Albert II. teilweise verdeckt.
Am 30. Mai 2014 teilte der monegassische Palast mit, dass Charlène von Monaco schwanger sei und das Paar Ende des Jahres 2014 sein erstes gemeinsames Kind erwarte. Am 9. Oktober wurde mitgeteilt, dass das Fürstenpaar Zwillinge erwarte. Am 10. Dezember 2014 brachte Charlène von Monaco Gabriella Thérèse Marie, Comtesse von Carladès sowie den Thronfolger Jacques Honoré Rainier, Erbprinz von Monaco, Marquis von Baux zur Welt.

## Interessen
Fürstin Charlène engagierte sich bereits vor ihrer Heirat mit Albert II. für soziale Projekte, wobei der Schwerpunkt auf der Hilfe für unterprivilegierte Kinder liegt. Sie unterstützt ihren Mann bei seiner Zusammenarbeit mit Wohltätigkeitsorganisationen. Außerdem ist sie weltweite Botschafterin der Special Olympics und tritt immer wieder in Zusammenhang mit diesen auf.
Zu ihren privaten Interessen zählen Surfen, Bergsteigen, Moderne Kunst und südafrikanische Literatur. Charlène von Monaco ist Vegetarierin.